# Szimfonikus költemény
A szimfonikus költemény (németül Tondichtung vagy Symphonische Dichtung) szimfonikus zenekarra komponált mű, mely egyetlen tételből áll, felidézhet irodalmi vagy képzőművészeti alkotást, tájat, eseményt vagy jelenséget. A szimfonikus költemény programzene, mely a 19. századi romantikus irodalomban részben a hangversenynyitányból, részben a szimfóniából kialakult új műfaj lett. Magát a német kifejezést, „Tondichtung” Carl Loewe, német zeneszerző használta először 1828-ban, majd Liszt Ferenc a „Symphonische Dichtung” kifejezéssel élt a tizenhárom szimfonikus költeménye elnevezésekor. Az új műfaj az 1840-es évektől az 1920-as évekig igen népszerű volt.

## Jellemzői
A szimfonikus költemények irodalma nem teremtett új jellegzetes formát, ez már elvi programjának is ellentmondott volna, amely épp az adott témához való feltétlen alkalmazkodást kívánta, viszont a formák szabad kezelése mellett jóformán a kezdetektől alkalmazta a „vezérmotívum” strukturális elvét. Emellett újjáteremtette a modern zenekari nyelvet, főként ábrázoló, kolorisztikus eszközeinek kibővítésével.
Bár számos szimfonikus költemény nagy ívű formájában és méretében hasonlítható a szimfóniához, mégis eltér a klasszikus értelemben vett szimfóniától, egyfelől formájában, másfelől esztétikai céljában. Esztétikai lényege következménye a romantikus irányzatnak, mely bátorította a zenei, az irodalmi, képzőművészeti és drámai asszociációkat. Hugh Macdonald angol zenetudós szerint a szimfonikus költemény a 19. század három esztétikai célját egyesítette, a zenét külső forrásokhoz kapcsolta, több addig különálló tételt egyetlen formába összeolvasztott, valamint a hangszeres programzenét esztétikai magaslatokba emelte.
Néhány szimfonikus költemény a zeneszerzők zenekari szvitjeinek részét is képezhetik, mint Sibelius 1895-ben komponált Tuonela hattyúja – a Lemminkäinen-szvitből –, vagy Smetana Moldva című szimfonikus költeménye, mely valójában a hat részből álló Hazám ciklus egyik tétele.
Míg a német és angol kifejezések során a „szimfonikus költemény”, azaz „Sinfonische Dichtung“, (symphonic poem) és a „Tondichtung“, (tone poem), azaz „hangköltemény” egyaránt használatos, mégis Richard Strauss, illetve Sibelius jobban kedvelte az utóbbi, azaz a „Symphonische Dichtung” használatát, magyarul viszont általában csak a szimfonikus költemény elnevezés ismert.

## Kialakulása

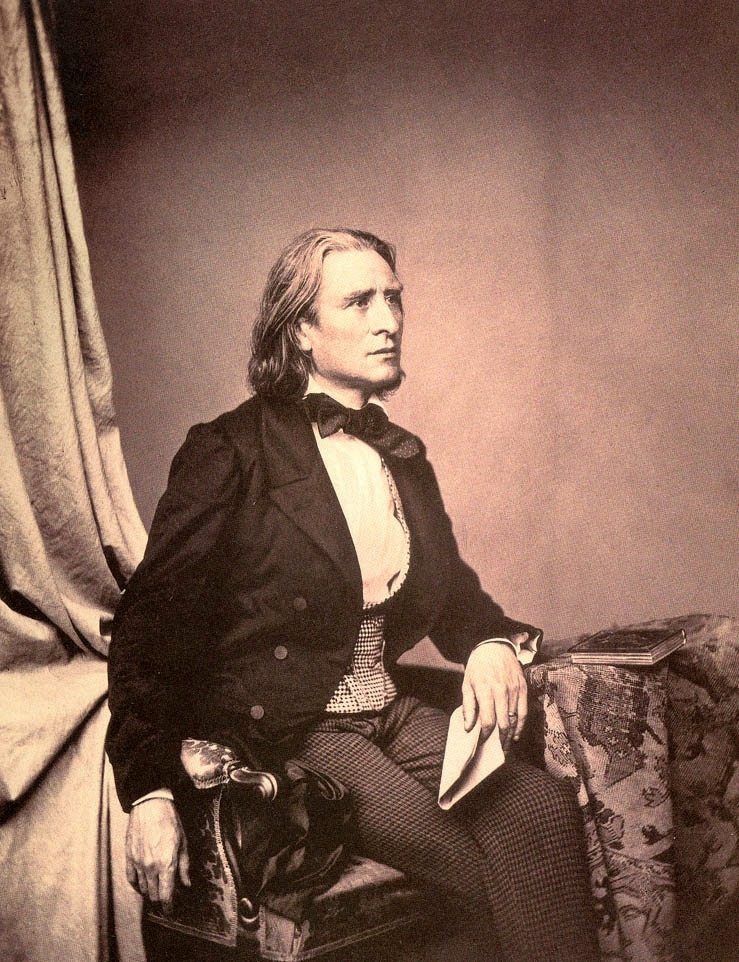
Liszt Ferenc 1858-ban

Magát a német kifejezést, „Tondichtung”, először a német romantikus zeneszerző, Carl Loewe használta, érdekes módon viszont nem zenekari, hanem szóló zongorára írt művére, az 1828-ban keletkezett op. 27-es Mazeppára, melyet tizenkét évvel korábban komponálta, mint Liszt ismert zenekari művét, a Mazeppát, mely már valóban zenekarra komponált szimfonikus költemény volt. Mindkét mű Byron azonos című költeményére született.
Mark Bonds zenetudós szerint a 19. század második felére a szimfonikus zenei műfajok jövője bizonytalanná vált. Míg az 1820-as, 1830-as években számos zeneszerző komponált szimfóniát, ugyanakkor jelentősen a beethoveni esztétika hatása alatt. Így valójában nem a szimfónia léte kérdőjeleződött meg, hanem hogy hogyan tud tovább fejlődni. Mendelssohn, Robert Schumann és Niels Gade is jelentős sikereket értek el szimfóniáikkal, így átmenetileg a kérdést, vajon a szimfónia műfaja eltűnőben van-e, félre lehetett tenni. Viszont ráleltek egy sokkal zártabb új műfajra, a hangversenynyitányra, mely egybeolvasztja a zenei narratívát és a költői leírást, mint például Mendelssohn Szentivánéji álom nyitánya (1826) és a Hebridák nyitány (1830).
1845 és 1847 között a francia-belga zeneszerző, César Franck által Victor Hugo versére komponált Ce qu'on entend sur la montagne című zenekari műve karakterisztikájában már szimfonikus költemény. Több zenetudós szerint, köztük Norman Demuth és Julien Tiersot, valójában ez az első e műfajban, megelőzvén Liszt szimfonikus költeményeit. Viszont César Franck nem adta ki és elő sem adták művét, így Liszt meghatározása, valamint művei alapján Liszt Ferencet tekintik a műfaj kifejlesztőjének.
Ugyanakkor időben kissé visszamenve a szimfonikus költemények előfutárának tekinthetők Dittersdorf és Haydn 18. századi program szimfóniái, valamint Beethoven 6. és 9. szimfóniája is. Beethoven két szimfóniája közül a 6. költői „programjával”, a 9. a szimfonikus apparátus kibővítésével, a kórus alkalmazásával mutatott új utat a romantikus zeneszerzőknek a szimfonikus zene irodalmában.

## Liszt Ferenc
Liszt a hangversenynyitány egytételes formáját továbbfejlesztve szimfonikus költeményeiben két kompozíciós technikát ötvözött. Egyfelől a ciklikusságot, melynek előfutára Beethoven volt, Beethoven késői szimfóniáiban nemcsak egymáshoz kapcsolódnak a tételek, hanem reflektálnak is egymásra, Liszt viszont a tételeket egyetlen ciklikus szerkezetű tételbe sűrítette. Másik innovációja a téma folyamatos átalakítása annak megszólaltatása során, azaz a vezérmotívum elvének alkalmazása. Liszt 1848 és 1850 között komponált első szimfonikus költeményét, az Amit a hegyen hallanit tizenkét további szimfonikus költeménye követte: Tasso, Panasz és diadal, Les Préludes, Orpheusz, Prométheusz, Mazeppa, Ünnepi hangok, Hősi sirató, Hungaria, Hamlet, Hunok csatája, Az ideálok, A bölcsőtől a sírig. Liszt nyomdokában főleg cseh, francia és orosz zeneszerzők komponáltak szimfonikus költeményeket.

## Cseh zeneszerzők

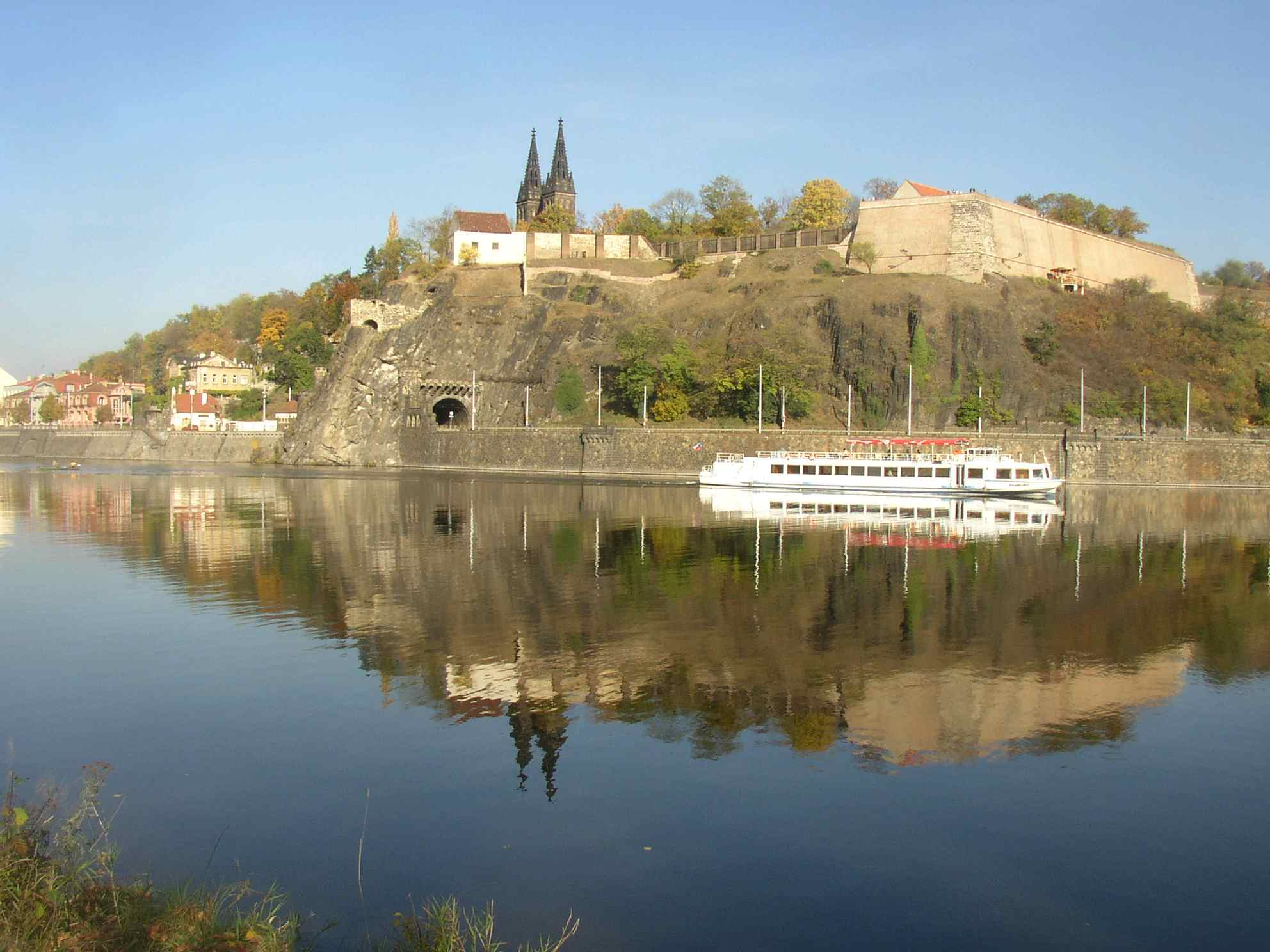
A Moldva folyó felett magasló Visegrád, melyet Smetana a Hazám ciklusa első szimfonikus költeményében idéz fel.

A cseh és orosz zeneszerzők nemzeti zenéjük kialakításában az új műfaj lehetőségeit jelentősen kihasználták. Smetanára 1857-es weimari látogatásakor nagy hatással volt Liszt akkor bemutatott Faust-szimfóniája és Az ideálok című szimfonikus költeménye. Smetana 1872 és 1879 között komponált hat szimfonikus költeményt összefogó Hazám ciklusa első jelentős sikere ebben a műfajban, a ciklust két visszatérő téma szövi át.
Ezt követően már Smetana nyomdokain Antonín Dvořák 1890-es évektől két szimfonikus költemény ciklust is komponált, az első három darabból állt, (V přírodě, Carnevál és Othello), majd 1896 és 1897-ben a következő ciklus öt különálló művéből négyet Karel Jaromír Erben cseh költő meséire szerezte (A vízimanó, op. 107, A déli boszorkány, op. 108, Az aranyrokka, op. 109, A vadgalamb, op. 110, Hősi ének, op. 111).

## Orosz zeneszerzők
Az orosz ötök zeneszerzői részben témaválasztásaikkal, illetve népi dallamok felhasználásával nemzeti zenéjük kialakításakor a szimfonikus költeményeikben igencsak alkalmas formára leltek. Borogyin 1880-ban komponált és Lisztnek ajánlott Közép-Ázsia pusztáin, Balakirev Russz  című műve (1863), a Tamara, a Csehországban, Muszorgszkij az Egy éj a kopár hegyen (1866), valamint Rimszkij-Korszakov két zenekari műve sorolható e műfajba, az először szimfonikus költeményként komponált Szadko  című műve, melyet később átdolgozott operává (1867–92) és az 1879–80-ban komponált Skazka. Az orosz késő romantikus zeneművek közül Sergey Rachmaninov A szikla c. szimfonikus fantáziája szintén az orosz szimfonikus programzene jelentős kompozíciója. Érdekesség, hogy Rachmaninov A holtak szigete című 1908-ban keletkezett szimfonikus költeményét egy képzőművészeti alkotás ihlette, de nem Arnold Böcklin eredeti festménye, hanem annak fekete-fehér reprodukciója.

## Francia zeneszerzők
A francia zenében az illusztratív zenének már meglévő hagyományai voltak, melyek a szimfonikus költemények előzményeinek tekinthetők, mint Félicien David művei vagy Berlioz 1834-ben bemutatott négytételes program szimfóniája, a Harold Itáliában. A szimfonikus költemény megszületéséhez César Francknak a Victor Hugo versére komponált Ce qu'on entend sur la montagne műve kapcsolható, talán ez az első szimfonikus költemény, mely megelőzte Liszt hasonló kompozícióit, viszont César Franck nem mutatta be a darabot, így a műfaj megteremtőjének Liszt Ferencet tekintik. Az 1870-es évekre a szimfonikus költemények igen népszerűek voltak Franciaországban is, Camille Saint-Saëns 1872-ben komponált Le rouet d'Omphale c. darabját hamarosan három másik követte, melyek közül az 1874-ben született Danse macabre a legismertebb, de Claude Debussy számos programzenéje közül az 1884-ben keletkezett A tavasz is szimfonikus költemény, valamint az eredetileg szimfonikus költeményként komponált egyik legismertebb műve, az Egy faun délutánja (1894) is.

## Német zeneszerzők

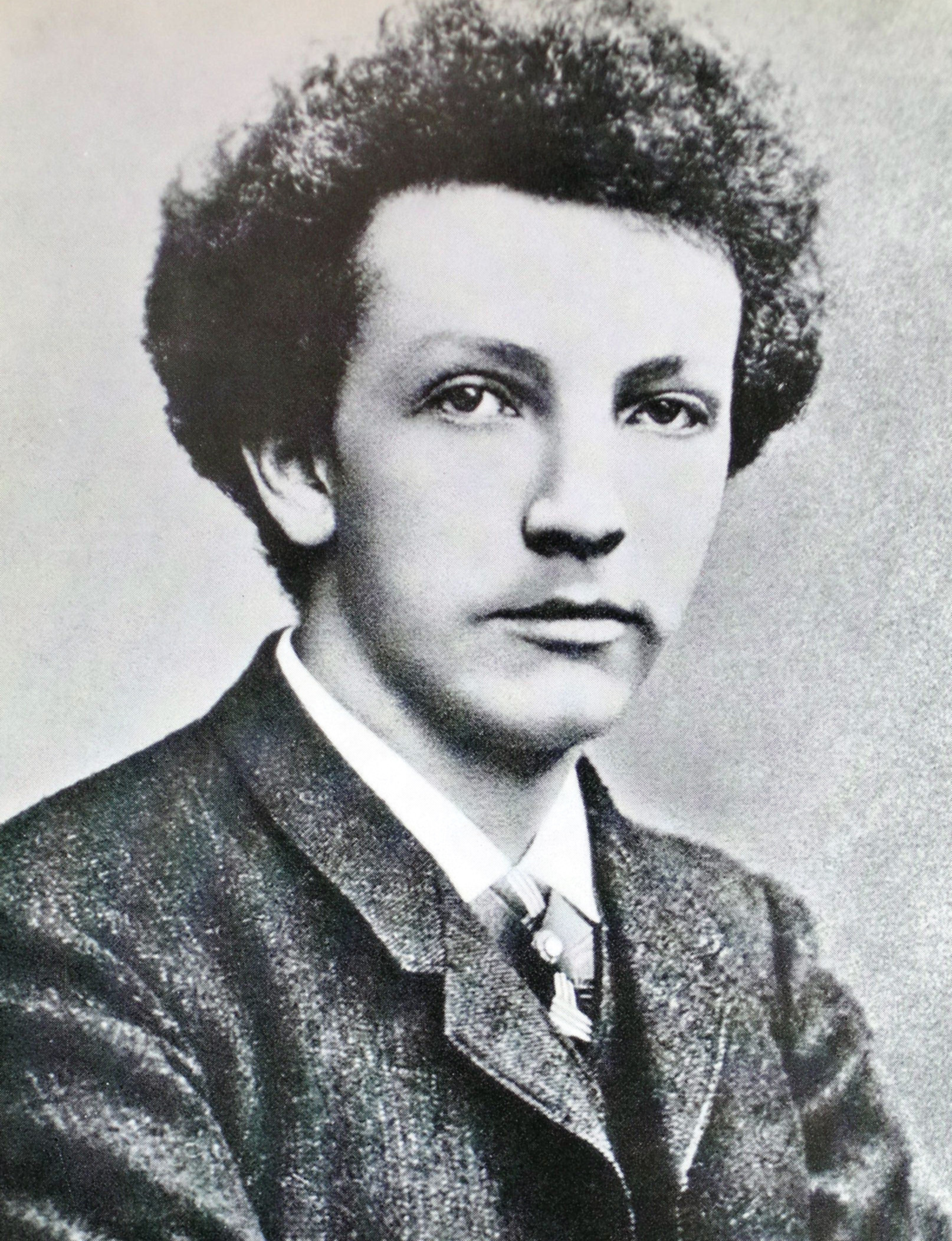
Richard Strauss 1888-ban

Míg Liszt Ferencet tekintik a szimfonikus költemény megalkotójának, addig ennek legkiterjedtebb formájához Richard Strauss vezette. R. Strauss megjelenéséig a német területeken kevésbé voltak népszerűek a szimfonikus költemények, ennek oka részben a két jelentős német zeneszerző volt. Brahms az abszolút zene híve volt, míg Richard Wagner összművészeti elgondolásait operáiban kívánta érvényesíteni, így csak kevés korábbi német szimfonikus költemény sorolható fel, mint pl. Hans von Bülow Nirvana (1866) c. műve, illetve Alexander Ritter Liszt nyomán komponált hat szimfonikus költeménye. Viszont Alexander Ritter közvetlen befolyással bírt R. Straussra, aki Liszt szimfonikus programzenéit fejlesztette tovább.
R. Strauss művei már témaválasztásukban is újszerűek, nemcsak irodalmi, de filozófiai és önéletrajzi témájuk miatt is. A Macbeth (1886—7), a Don Juan (1888—9), a Halál és megdicsőülés (1888–9), a Till Eulenspiegel vidám csínyjei (1894–95), az Imigyen szóla Zarathustra (1896), a Don Quixote (1897), az Egy hősi élet (1897–98), a Symphonia Domestica (1902–03) és az Alpesi szimfónia (1911–1915) a szimfonikus költemények remekei. Ezekben a művekben a zenekari realisztikus ábrázolást korábban nem ismert magaslatokra emeli, részben virtuóz hangszereléssel, nemcsak a szimfonikus zenekarokban megjelenő új fúvós és ütőhangszerek alkalmazásával, de még kolompokat, szélgépet, a koncertpódiumon kívülről megszólaló trombitát, harsonát is előír. De formai szerkesztésmódja is jelentősen új, a vezérmotívumként megjelenő téma feldolgozását, és emellett a karakterisztikus további témák ellenpontként történő megjelenítését egybeolvasztva alkalmazza.

## Más nemzetek zenéjében, majd hanyatlása
Más nemzetek zenéjében a szimfonikus költemény nem annyira a nemzeti zene megalkotásának műfaja volt, mint az angol zeneszerzők között Arnold Bax és Frederick Delius, vagy az amerikai Edward MacDowell, Howard Hanson, Ferde Grofé és George Gershwin kompozíciói, ill. Dániában Carl Nielsen művei, valamint Olaszországban Ottorino Respighi (Róma fenyői, Római ünnepek, Róma kútjai) című szimfonikus költeményei.
A 20. században a romantikus eszméktől való elfordulás, az abszolút zenei formák iránti újbóli igény a műfaj természetes hanyatlását eredményezte.

## Média
- Liszt Ferenc Tasso c. szimfonikus költeménye, Alan Gilbert, Francia Rádió Filharmonikus Zenekara a YouTube-on
- Smetana Moldva c. szimfonikus költeménye a YouTube-on
- Muszorgszkij Egy éj a kopár hegyen, Valery Gergiev, a BBC Szimfonikus Zenekar a YouTube-on
- Claude Debussy Egy faun délutánja Andris Nelsons, Berlini Filharmonikusok a YouTube-on
- Richard Strauss Till Eulenspiegel vidám csínyjei (1894–95) Zubin Mehta, New York-i Filharmonikusok a YouTube-on